# Пам'ятник Барклаю де Толлі (Рига)
Пам'ятник Баркла́ю де То́ллі — пам'ятник, присвячений Михайлу Андреасу Барклаю де Толлі, воєначальнику Російської імперії; монумент стояв на Еспланаді в Ризі біля православного собору Різдва Христового. Оригінальний пам'ятник спорудили 1913 року, але через два роки скульптуру демонтували, зберігши постамент. 2002 року скульптуру відновили на історичному постаменті, проте 31 жовтня 2024 фігуру знову демонтували, цього разу разом із постаментом.

## Первинний пам'ятник
У липні 1915 року пам'ятник розібрали через наближення до Риги німецьких військ. Достовірних відомостей щодо подальшої долі оригінального пам'ятника немає, існує кілька версій. Пам'ятник Барклаю де Толлі міг бути вивезений з Риги, а потім переплавлений у музеї Олександра III у Петрограді, так само міг бути потоплений корабель із пам'ятником. Постамент зберігся.

## Відновлення
2001 року з ініціативи ризького підприємця Євгена Гомбергса монумент відновили (скульптори Олексій Мурзіньш та Іван Корнєєв, бронзовий ливарник Денис Гочіяєв). Оновлений пам'ятник відкрили 1 липня 2002 року на історичному постаменті. На передній частині постаменту пам'ятника була прикріплена латунна табличка з іменем Баркла де Толлі латиською, німецькою та російською мовами. На задній частині постаменту була розміщена інформаційна дошка з описом пам'ятника латиською, англійською та російською мовами.
Через реставрацію пам'ятника виникли широкі дискусії в суспільстві між прихильниками та противниками цієї ідеї. Філософ Вілніс Заріньш назвав встановлення пам'ятника «абсурдною образою латвійського народу», а віцемер Риги Сергій Долгополов постулював, що «найнебезпечнішим спадком імперіалізму є наша провінційність і дурість». У Ризькій міській раді за присутність де Толлі на Еспланаді проголосували 11 представників Латвійської соціал-демократичної робітничої партії, серед них Гундарс Боярс і голова партії Дайніс Іванс, 13 депутатів PCTVL і сім представників малих партій. Проти проголосували 12 представників опозиції, п'ять опозиціонерів утрималися. В опитуваннях думок, розміщених у холі міської ради, 63 % жителів підтримали встановлення пам'ятника, а 37 % були проти, а дані соціологічного дослідження, проведеного на замовлення міської ради, показали, що 59,6 % рижан підтримали розміщення пам'ятника де Толлі на Еспланаді, а 22,7 % висловилися проти встановлення цього пам'ятника.

## Остаточне знесення
16 жовтня 2024 року на тлі російського вторгнення в Україну Ризька міська рада підтримала демонтаж і перенесення пам'ятника. Віцемер Риги Едвардс Ратніекс так обґрунтував необхідність демонтажу пам'ятника: «Пам'ятник є не що інше, як знак вшанування Російської імперії, а перебування такого пам'ятника в столиці незалежної Латвії неприпустимо, особливо в той час, коли російська армія, як царська імперія, спадкоємець більшовицького режиму та Совєцького Союзу в Україні здійснює військові злочини, загрожуючи суверенітету та незалежності України, неприпустимо, щоб прихильники держави-агресора Росії використовували цей пам'ятник як інструмент пропаганди для боротьби проти незалежності Латвії».. Після демонтажу статую планують повернути Євгенові Гомбергсу, а постамент розмістити на вулиці Вароню, 13, де планується виставка пам'ятників.